# The Meters
The Meters (рус. Счётчики) — американская фанк-группа из Нового Орлеана. Группа исполняла и записывала свою собственную музыку с конца 1960-х и до 1977 года, когда распалась. Как пишет музыкальный сайт AllMusic, коллектив определил звучание новоорлеанского фанка, и не только на своих собственных записях, но и как аккомпанирующая группа для множества музыкантов, в том числе для многих, кого продюсировал Алан Туссен.
Хотя группе редко удавалось добиваться успеха в рамках мейнстрима (первые места в хит-парадах), она считается, наряду с такими исполнителями, как Джеймс Браун, одним из прародителей фанк-музыки, и её творчество повлияло на множество других исполнителей — как на современных ей, так и работающих в стиле фанк в наши дни. Музыку группы определяют тугие пульсирующие ритмические конструкции (грув) и в высшей степени синкопичная новоорлеанская «вторая ритмическая линия», которые создают фон для высоконапряжённых гитарных и клавишных риффов. Написанные и исполненные группой композиции «Cissy Strut» и «Look-Ka Py Py» считаются классикой фанка.

## Состав

### Текущий состав
- Арт Невилл — вокал, клавишные (1965—1977, 1989 — наши дни)
- Джордж Портер-млд. — бэк-вокал, бас-гитара (1965—1977, 1989 — наши дни)
- Лео Ноцентелли — бэк-вокал, гитара (1965—1977, 1989—1994, 2000 — наши дни) Играет только в составе The Original Meters
- Зигги Моделист — вокал, барабаны (1965—1977, 2000 — наши дни) Играет только в составе The Original Meters
- Брайан Столц — гитара (1994—2007, 2011 — наши дни) Играет только в составе The Funky Meters
- Терренс Хьюстон — барабаны (2015 — наши дни) Играет только в составе The Funky Meters

### Бывшие участники
- Сирилл Невилл — вокал, перкуссия (1970—1977)
- Дэвид Батист-ст. — клавишные (1977—1980)
- Уилли Уэст — вокал (1977—1980)[10]
- Ян Невилл — гитара (2007—2011) Играл только в составе The Funky Meters
- Рассел Батист-мл. — барабаны (1989—2015) Играл только в составе The Funky Meters

## Дискография
- The Meters (1969)
- Look-Ka Py Py (1969)
- Struttin' (1970)
- Cabbage Alley (1972)
- Rejuvenation (1974)
- Fire on the Bayou (1975)
- Trick Bag (1976)
- New Directions (1977)